# 2016 BTS LIVE: 화양연화 ON STAGE EPILOGUE
"2016 BTS LIVE: 화양연화 ON STAGE EPILOGUE"는 한국의 음악 그룹 방탄소년단의 단독 콘서트 투어로, 총 13회에 걸친 공연을 펼친 바 있다.

## 투어 일정
| 날짜            | 도시   | 국가     | 장소                      |
| --------------- | ------ | -------- | ------------------------- |
| 2016년 5월 7일  | 서울   | 대한민국 | 올림픽 공원 체조경기장    |
| 2016년 5월 8일  | 서울   | 대한민국 | 올림픽 공원 체조경기장    |
| 2016년 6월 9일  | 대북   | 타이완   | 신추앙 체육관             |
| 2016년 6월 18일 | 마카오 | 중국     | 스튜디오 시티 이벤트 센터 |
| 2016년 7월 2일  | 남경   | 중국     | 우타이산 스포츠 센터      |
| 2016년 7월 12일 | 대판   | 일본     | 오사카 성 홀              |
| 2016년 7월 13일 | 대판   | 일본     | 오사카 성 홀              |
| 2016년 7월 16일 | 나고야 | 일본     | 나고야 종합 체육관        |
| 2016년 7월 23일 | 북경   | 중국     | 수도 체육관               |
| 2016년 7월 30일 | 마닐라 | 필리핀   | 몰 오브 아시아 아레나     |
| 2016년 8월 6일  | 방콕   | 태국     | 후아막 스타디움           |
| 2016년 8월 13일 | 동경   | 일본     | 국립 요요기 경기장        |
| 2016년 8월 14일 | 동경   | 일본     | 국립 요요기 경기장        |

## 세트 리스트
- Opening VCR -
- RUN
- Danger

- Ment -
- 고엽
- Tomorrow
- Butterfly

- Ment -
- Love Is Not Over_Full Length Edition
- House Of Cards_Full Length Edition
- What Am I To You (RM)
- 상남자

- VCR #2 -
- Save ME
- 불타오르네 (FIRE)

- Ment -
- 힙합성애자
- We Are Bulletproof PT.2
- BTS Cypher PT.3 : KILLER

- VCR #3 -
- If I Ruled The World
- 뱁새
- 쩔어

- Ment -
- Ma City
- 흥탄소년단
- 진격의 방탄

- Ment -
- Intro : 2 COOL 4 SKOOL
- No More Dream

- Encore VCR -
- EPILOGUE : Young Forever
- Whalien 52

- Ment -
- Miss Right

- Ment -
- I NEED U

- Ending -